# 9MA
9MA é o primeiro e único disco da banda brasileira Nove Mil Anjos.
O álbum traz 12 músicas Pop com alguns momentos Rock e certa influência Funk, principalmente no baixo de Champignon e na bateria de Junior.
Produzido pelo argentino Sebastian Krys, (que já trabalhou com Sandy & Junior e faturou 11 Grammys (7 deles Grammys Latinos)), em Los Angeles, Estados Unidos. 
No dia 26 de setembro de 2008 o primeiro single chamado "Chuva Agora", foi disponibilizado para download gratuito no myspace da banda. Além do grande numero de download direto do site da banda, a música bateu recorde de acessos no site da MTV.
A referência sonora básica do disco é o rock alternativo norte-americano dos anos 90.

## Músicas
01. Ainda há tempo

02. O Rio

03. Visionário

04. Espelho

05. Mágica

06. Projétil

07. Stripper

08. A Ilha

09. Sem Deixar

10. Chuva Agora

11. Vício

12. Misturando Coisas